# DCP1A
DCP1A‏ (Decapping mRNA 1A) هوَ بروتين يُشَفر بواسطة جين DCP1A في الإنسان.